# Fredede bygninger i Høje-Taastrup Kommune
Der er ingen fredede bygninger i Høje-Taastrup Kommune (ud over kirker).